# Янсонс Арвід
А́рвід Я́нсонс (латис. Arvīds Jansons; 10 (23) жовтня 1914, Лієпая — 21 листопада 1984, Манчестер, похований в Ленінграді) — латвійський та радянський диригент, Народний артист СРСР (1976), лауреат Сталінської премії (1951).

## Біографія
В 1929-1935 навчався в консерваторії міста Лієпая по класу скрипки і (1940-1944) — також по класу скрипки та композиції в Латвійській консерваторії в Ризі, грав в оркестрі Ризької опери. Паралельно брав уроки диригування у Лео Блеха і в 1944 вперше став за диригентський пульт. Незабаром Янсонс отримав місце диригента в Латвійській опері, а після завоювання другої премії на Всесоюзному конкурсі диригентів в 1946 очолив симфонічний оркестр Латвійського радіо, з яким працював протягом шести років. В 1952 став одним з диригентів симфонічного оркестру Ленінградської філармонії, з яким виступав не тільки в СРСР, а й за кордоном. Нерідко Янсонса запрошували диригувати зарубіжними колективами, зокрема, Токійським симфонічним оркестром. З 1965 активно займався також педагогічною діяльністю, даючи майстер-класи в Німеччині, Фінляндії та Швеції, в 1972-1984 завідував кафедрою оперно-симфонічного диригування в Ленінградської консерваторії. Помер від серцевого нападу під час концерту, диригуючи оркестром Халле. Похований на Літераторських мостках.

## Творчість
Репертуар Янсонса був дуже великий, його основу становили твори Бетховена, Брамса, Сібеліуса, Чайковського, Шостаковича. Звучання оркестру під управлінням Янсонса відрізнялося яскравістю і жвавістю інтерпретації, глибоким драматизмом, оригінальністю фразування.
Син Арвіда Янсонса, Маріс, також став відомим диригентом.

## Нагороди та звання
- Заслужений діяч мистецтв РРФСР (1957)
- Заслужений артист Латвійської РСР (1950)[4]
- Сталінська премія (1951)
- Народний артист СРСР (1976)
- Орден Трудового Червоного Прапора
- Орден Дружби народів (1983)
- Два ордена «Знак Пошани» (1946, 1956), а також медалями.